# Proclossiana sarleti
Proclossiana sarleti är en fjärilsart som beskrevs av Derenne 1935. Proclossiana sarleti ingår i släktet Proclossiana och familjen praktfjärilar. Inga underarter finns listade i Catalogue of Life.